# Empire (Colorado)
Empire is een plaats (town) in de Amerikaanse staat Colorado, en valt bestuurlijk gezien onder Clear Creek County.

## Demografie
Bij de volkstelling in 2000 werd het aantal inwoners vastgesteld op 355.
In 2006 is het aantal inwoners door het United States Census Bureau geschat op 335, een daling van 20 (-5,6%).

## Geografie
Volgens het United States Census Bureau beslaat de plaats een oppervlakte van
0,7 km², geheel bestaande uit land. Empire ligt op ongeveer 3212 m boven zeeniveau.

## Plaatsen in de nabije omgeving
De onderstaande figuur toont nabijgelegen plaatsen in een straal van 16 km rond Empire.